# Райан, Рома
Рома Шейн Райан (англ. Roma Shane Ryan, род. 20 января 1950 года, Белфаст, Северная Ирландия) — ирландская писательница, поэтесса и лирик. Она является автором песен певицы Энии.

## Биография
Рома и ее супруг, продюсер Ники Райан познакомились с Энией в 1978 году. Ники руководил группой Clannad. Эния только что закончила среднюю школу, когда ей позвонил Ники Райан и спросил, не хочет ли она стать членом группы. Райаны и Эния покинули Clannad несколько лет спустя, чтобы сосредоточиться на сольной музыкальной карьере. Эния изначально писала инструментальные мелодии. Рома нашла эти мелодии очень визуальными и подходящими для кино, она начала писать к ним тексты.
Позднее Рома получила премию Грэмми за стихи к песне «May It Be» для фильма «Властелин колец: Братство Кольца», а также была номинирована на премию «Оскар».
Ее тексты можно услышать в таких фильмах, как «Принц-лягушка», «Вид на жительство», «Лос-анджелесская история» и «Игрушки», так как во всех этих фильмах были использованы песни Энии.

## Личная жизнь
У Ромы и Ники Райан есть две дочери, Эбони и Персия.

## Дискография
- 1985 — The Frog Prince: The Original Soundtrack Recording
- 1987 — Enya
- 1988 — Watermark
- 1991 — Shepherd Moons
- 1995 — The Memory of Trees
- 1997 — Paint the Sky with Stars
- 2000 — A Day Without Rain
- 2001 — The Lord of the Rings: The Fellowship of the Ring
- 2005 — Amarantine
- 2006 — Sounds of the Season: The Enya Holiday Collection
- 2008 — And Winter Came...
- 2009 — The Very Best of Enya
- 2015 — Dark Sky Island